# 1997년 영국 총선
1997년 영국 총선은 총 659석의 하원 의원들을 선출하기 위해 1997년 5월 1일에 영국에서 실시된 선거이다. 이 선거에서 집권 보수당은 165석, 노동당은 418석, 자유민주당은 46석을 차지하였다.
1992년 선거에서 충격적인 패배를 접한 노동당에서는 1994년, 갑작스럽게 사망한 존 스미스를 대신하여 새 대표로 토니 블레어가 선출되었다. 블레어는 '신노동당'을 표방하며 기존 정강 정책을 보다 보수화하였으며, 시장 경제를 인정하는 동시에 복지를 구성한다는 제3의 길 이론을 적극적으로 수용해 대중적인 인기를 얻게 된다. 반대로 보수당은 1992년 선거 이후 벌어진 검은 수요일 사건과 그 이후 지속된 경기 침체, 존 메이저 총리와 당 사이의 잇단 갈등으로 인해 지지율이 큰 폭으로 떨어졌다. 여론조사 상에서 노동당은 40~50%, 보수당은 20~30% 대의 지지를 받는 것으로 나오자 주요 언론들은 대부분 노동당의 승리를 예측하였다.
선거 결과, 노동당은 418석을 차지해 창당 이래 최대의 승리를 거뒀다. 노동당은 전국 대부분에서 고른 지지를 받았으며, 특히나 보수당이 계속 우위를 보이던 런던에서 큰 압승을 거뒀다. 반대로 보수당은 165석을 차지해 1906년 선거 이후 가장 낮은 의석수를 차지하게 되었다. 보수당은 스코틀랜드와 웨일스에서 아무런 의석을 얻지 못하였으며 마이클 포틸로, 맬컴 리프킨드, 이언 랑 등 주요 거물들이 낙선하였다.
자유민주당은 득표율은 감소하였으나 남부 지역에서 보수당의 의석을 빼앗으면서 46석을 차지하였다. 이 숫자는 자유민주당이 1931년 선거 이후 가장 많이 얻은 의석수였다. 스코틀랜드 국민당은 보수당이 스코틀랜드에서 아무런 의석을 얻지 못한 틈을 타 3석을 늘려 6석을 차지하였다. 북아일랜드에서 얼스터 통합당은 10석을 차지하였고, 지난 선거에서 아무 의석도 얻지 못한 신페인은 당 대표인 게리 애덤스가 다시 당선되는 등 2석을 차지하였다. 유로 존속을 국민투표에 붙여야 된다고 주장하면서 선거에 뛰어든 제임스 골드스미스의 국민투표당은 2.6%의 득표를 하였지만, 아무 의석도 얻지 못했다.

## 선거 전
1992년 선거에서 예상 외로 승리한 보수당은 곧이어 검은 수요일을 맞이하면서 경제 위기를 겪게 된다. 총선에서 승리하면서 잠시 높았던 보수당의 지지율은 이로 인해 다시 떨어지게 된다. 노동당은 1992년에 대표 닐 키녹이 사퇴한 직후 존 스미스가 대표에 취임하나 1994년에 갑작스럽게 사망한다. 이로 인해 치르게 된 대표 경선에서 '신노동당'을 내건 토니 블레어가 대표에 취임한다. 블레어는 당내 경쟁자였던 존 프레스코트와 고든 브라운을 주요직에 임명하는 모습과 기존 노동당의 문제였던 경제 정책을 제3의 길을 내걸면서 중산층으로부터 지지를 얻어 높은 지지율을 얻게 되었다. 여론조사에서 최대 40%까지 노동당이 보수당을 크게 앞서나간 가운데 선거 전 대부분의 언론들은 노동당이 크게 승리할 것으로 예상하였다.

## 선거 과정

### 보수당

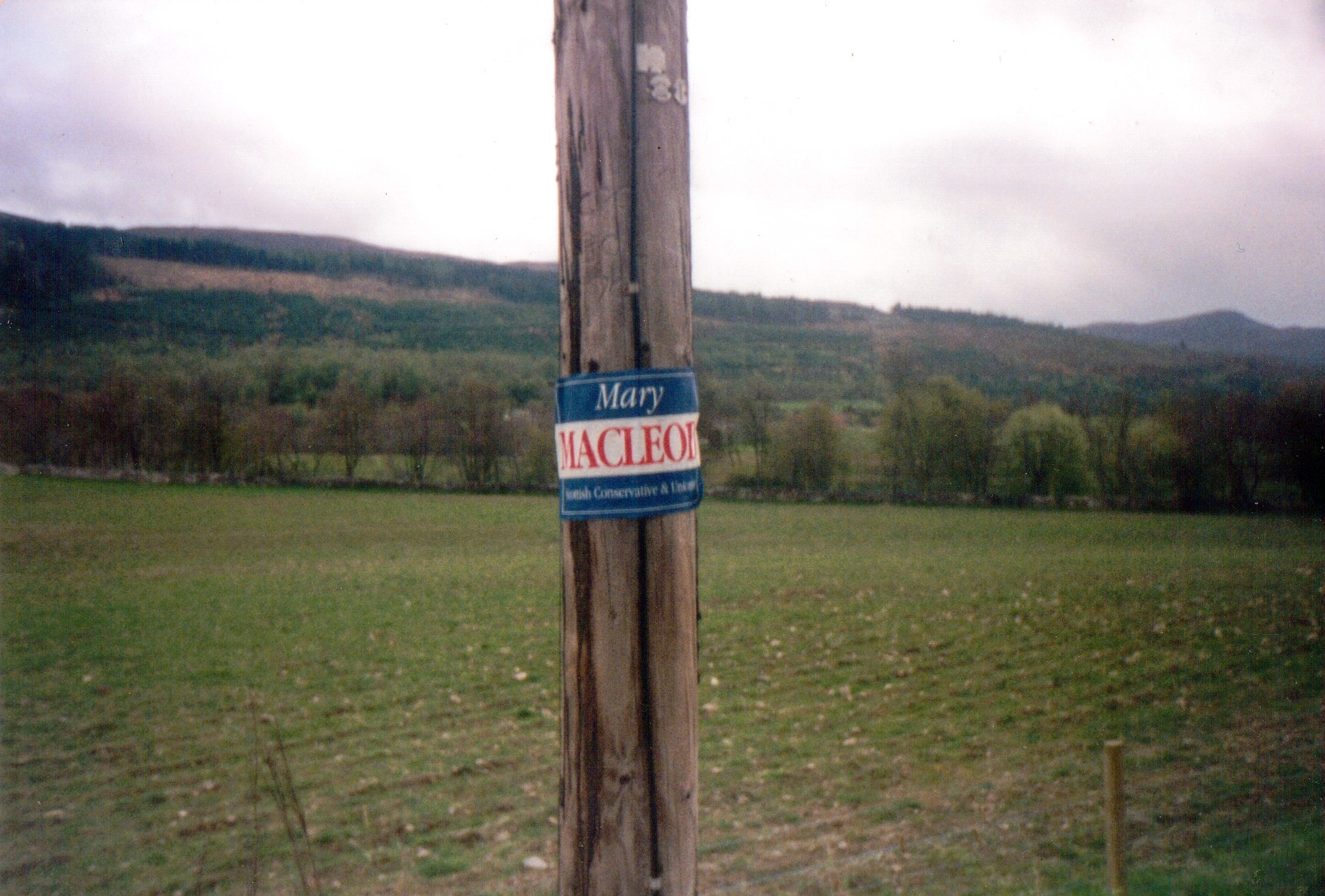
보수당 후보의 포스터

존 메이저 총리는 1997년 3월 17일에 선거 개시를 발표한다. 의회는 4월 8일에 해산되며 6주에 걸친 선거 운동 기간이 진행되었다. 선거일인 5월 1일에는 각 지역별 지방선거도 예정되어 있었다. 보수당은 18년 동안의 장기 집권으로 인해 여론조사에서 낮은 지지율을 보이고 있었다. 보수당은 선거 구호를 '보수당만이 여러분을 안심시킬 수 있다'로 정하고 표어로 '안정'이라는 단어를 선택하였다. 그러나 보수당은 지속된 중도화로 인해 강경 우익 세력으로부터 비판을 받았는데 대표적으로는 제임스 골드스미스가 영국의 유럽 연합 가입 지속 여부를 국민 투표에 붙이자는 것을 주요 공약으로 내세운 국민투표당을 창당하면서 보수당의 표를 뺏어온 것이다. 국민투표당은 실제로 2.6%를 득표하였다. 또한 이 선거에서 최초로 영국 독립당이 선거에 참여하게 되었다. 한편 보수당은 토니 블레어의 '신노동당' 운동에 대해 반격하기 위한 포스터를 제작하기로 하였다. 이로써 제작된 포스터는 표어로 '새로운 노동당, 새로운 위험'과 함께 블레어의 눈부위에 악마의 눈을 대신한 것이었다. 이 포스터는 블레어에 대한 인신 공격으로 비춰져서 오히려 역풍을 불러일으켰다.

### 노동당
노동당은 여론조사에서 보수당에게 크게 앞서는 것으로 나오면서 크게 고무되었다. 토니 블레어는 주로 기존 보수당의 18년 정권동안 일어난 일을 비판하는 것으로 선거 운동을 하였으며 노동당이 펴낸 메니페스토는 큰 인기를 얻었다. 노동당의 선거 운동은 주로 1992년의 미국의 대선에서 빌 클린턴 후보가 전개한 선거 운동과 비슷하게 진행되었다.

### 자유민주당
자유민주당은 노동당의 높은 인기로 인해 지지율이 떨어지는 것으로 조사되었다. 그러나 보수당의 지지율이 10%에서 20% 떨어질 것으로 예상되었기 때문에 보수당의 지역구를 빼앗아 오는 것으로 전략을 잡았다. 이로서 자유민주당은 보수당의 텃밭인 사우스웨스트잉글랜드에서 경쟁력있는 후보들을 내면서 선거 운동을 하였다. 패디 애시다운은 교육 분야에서 자유민주당이 더많은 활동을 하겠다고 공약하였다.

## 여론조사

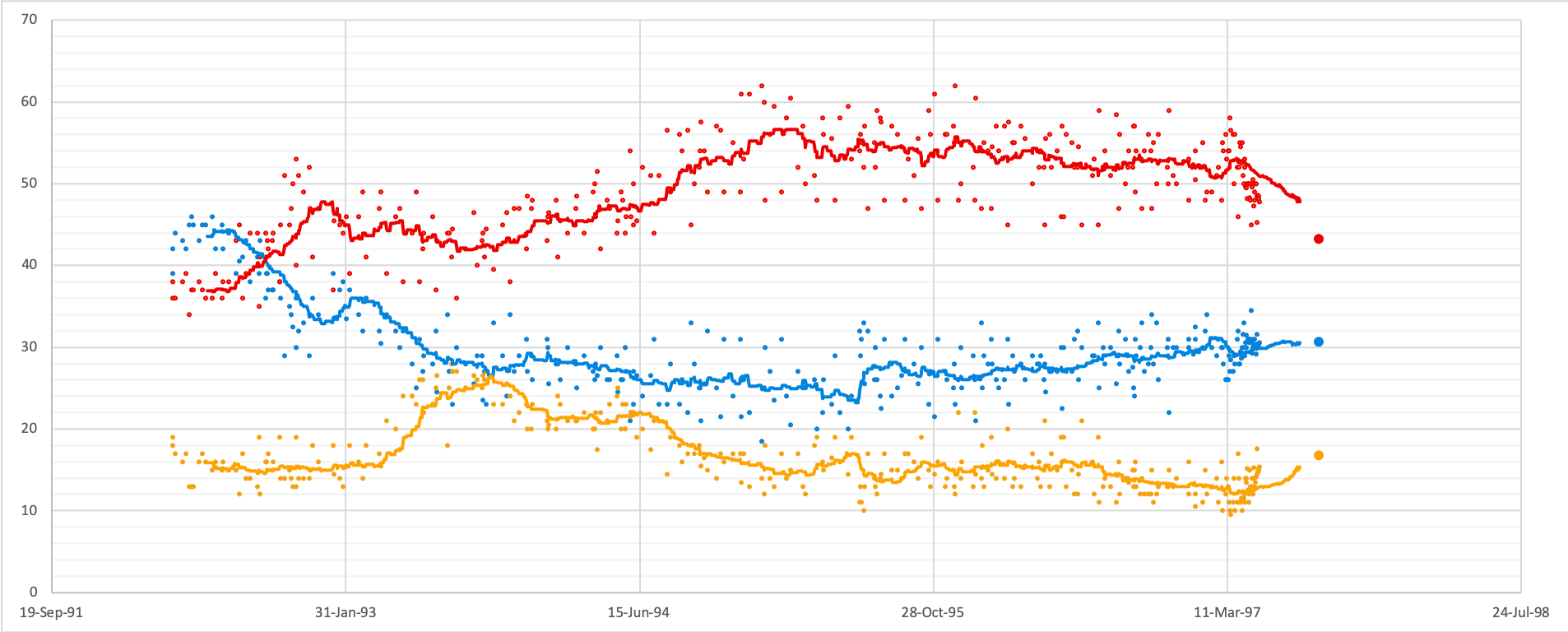
노동당
보수당
자유민주당

| 조사출처              | 조사일     | 보수당 | 노동당 | 자유민주당 |
| --------------------- | ---------- | ------ | ------ | ---------- |
| 조사출처              | 조사일     |        |        |            |
| Gallup/Telegraph      | 1997.04.27 | 30%    | 49%    | 14%        |
| Gallup/Telegraph      | 1997.04.28 | 29%    | 51%    | 13%        |
| Gallup/Channel 4      | 1997.04.28 | 31%    | 49%    | 14%        |
| NOP/Reuters           | 1997.04.29 | 28%    | 51%    | 14%        |
| MORI/Times            | 1997.04.29 | 27%    | 51%    | 15%        |
| Harris/Independent    | 1997.04.29 | 31%    | 48%    | 15%        |
| Gallup/Telegraph      | 1997.04.29 | 31%    | 51%    | 13%        |
| MORI/Evening Standard | 1997.04.30 | 29%    | 47%    | 19%        |
| Gallup/Telegraph      | 1997.04.30 | 33%    | 46%    | 16%        |
| CM/Guardian           | 1997.04.30 | 33%    | 43%    | 18%        |

## 선거 결과

선거 결과

| 정당 | 정당                                           | 득표       | %     | 의석 | +/ – |
| ---- | ---------------------------------------------- | ---------- | ----- | ---- | ---- |
| 전체 |                                                |            |       |      |      |
|      | 노동당 (Labour)                                | 13,518,167 | 43.2% | 418  | +145 |
|      | 보수당 (Conservative)                          | 9,600,943  | 30.7% | 165  | -178 |
|      | 자유민주당 (Liberal Democrat)                  | 5,242,947  | 16.8% | 46   | +28  |
|      | 스코틀랜드 국민당 (SNP)                        | 621,550    | 2.0%  | 6    | +3   |
|      | 얼스터 통합당 (Ulster Unionist)                | 258,349    | 0.8%  | 10   | +1   |
|      | 북아일랜드 사회민주노동당 (SDLP)               | 190,814    | 0.6%  | 3    | -1   |
|      | 웨일스 민족당 (Plaid Cymru)                    | 161,030    | 0.5%  | 4    | -    |
|      | 신페인 (Sinn Féin)                             | 126,921    | 0.4%  | 2    | +2   |
|      | 민주통합당 (Sinn Féin)                         | 107,348    | 0.3%  | 2    | -1   |
|      | 영국 통합당 (UK Unionist)                      | 12,817     | 0.0%  | 1    | +1   |
|      | 무소속                                         | 64,482     | 0.1%  | 1    | +1   |
|      | 영국 국회의장 (Speaker)                        | 23,969     | 0.1%  | 1    | -    |
|      |                                                |            |       |      |      |
|      | 국민 투표당 (Referendum)                       | 811,849    | 2.6%  | -    | -    |
|      | 영국 독립당 (UKIP)                             | 105,722    | 0.3%  | -    | -    |
|      | 동맹 (Alliance)                                | 62,972     | 0.3%  | -    | -    |
|      | 녹색당 (Green)                                 | 61,731     | 0.3%  | -    | -    |
|      | 사회노동당 (Socialist Labour)                  | 52,109     | 0.2%  | -    | -    |
|      | 자유당 (Liberal)                               | 45,166     | 0.1%  | -    | -    |
|      | 영국 국민당 (BNP)                              | 35,832     | 0.1%  | -    | -    |
|      | 자연율당 (Natural Law)                         | 30,604     | 0.1%  | -    | -    |
|      | 생명 연대 (ProLife Alliance)                   | 19,332     | 0.1%  | -    | -    |
|      | 진보연합당 (PUP)                               | 10,928     | 0.0%  | -    | -    |
|      | 국민민주당 (National Democrats)                | 10,829     | 0.0%  | -    | -    |
|      | 사회당 (Socialist Alternative)                 | 9,906      | 0.0%  | -    | -    |
|      | 스코틀랜드 사회당 (Scottish Socialist)         | 9,740      | 0.0%  | -    | -    |
|      | 독립노동당 (Independent Labour)                | 9,233      | 0.2%  | -    | -    |
|      | 독립보수당 (Independent Conservative)          | 8,608      | 0.0%  | -    | -    |
|      | 미치도록 광분한 괴물 (Monster Raving Loony)    | 7,906      | 0.0%  | -    | -    |
|      | 무지개꿈 티켓 (Rainbow Dream Ticket)           | 3,745      | 0.0%  | -    | -    |
|      | 북아일랜드 여성 연대 (NI Women's Coalition)    | 3,024      | 0.0%  | -    | -    |
|      | 노동자당 (Scottish Socialist)                  | 2,766      | 0.0%  | -    | -    |
|      | 국민 전선 (National Front)                     | 2,716      | 0.0%  | -    | -    |
|      | 마리화나 합법연대 (Legalise Cannabis)          | 2,085      | 0.0%  | -    | -    |
|      | 사람노동당 (People Labour)                     | 1,995      | 0.0%  | -    | -    |
|      | 스코틀랜드 녹색당 (Scottish Green)             | 1,721      | 0.0%  | -    | -    |
|      | 보수 반유럽당 (Conservative Anti-Euro)         | 1,434      | 0.0%  | -    | -    |
|      | 대영 사회당 (Socialists of GB)                 | 1,359      | 0.0%  | -    | -    |
|      | 공동의원당 (Community Represantative)          | 1,290      | 0.0%  | -    | -    |
|      | 주민당 (Residents)                             | 1,263      | 0.0%  | -    | -    |
|      | 사회민주당 (Social Democrat)                   | 1,246      | 0.0%  | -    | -    |
|      | 노동자혁명당 (Workers Revolutionary)           | 1,178      | 0.0%  | -    | -    |
|      | 진짜노동당 (Real Labour)                       | 1,177      | 0.0%  | -    | -    |
|      | 독립민주당 (Independent Democratic)            | 982        | 0.0%  | -    | -    |
|      | 독립 자유민주당 (Independent Liberal Democrat) | 890        | 0.0%  | -    | -    |
|      | 영국 공산당 (Communist)                        | 639        | 0.0%  | -    | -    |
|      | 독립 녹색당 (Independent Liberal Democrat)     | 593        | 0.0%  | -    | -    |
|      | 북아일랜드 녹색당 (NI Green)                   | 539        | 0.0%  | -    | -    |
|      | 사회평등당 (Socialist Equality)                | 505        | 0.0%  | -    | -    |

### 지역별 결과[4]
|                      | 보수당 | 노동당 | 자민당 | PC/SNP | 기타 | 합 계 |
| -------------------- | ------ | ------ | ------ | ------ | ---- | ----- |
| 노스이스트잉글랜드   | 1      | 28     | 1      | -      | -    | 30    |
| 노스웨스트잉글랜드   | 9      | 64     | 2      | -      | 1    | 76    |
| 요크셔험버           | 7      | 47     | 2      | -      | -    | 56    |
| 이스트미들랜즈       | 14     | 30     | -      | -      | -    | 44    |
| 웨스트미들랜즈       | 14     | 43     | 1      | -      | 1    | 59    |
| 이스트 잉글랜드      | 33     | 22     | 1      | -      | -    | 56    |
| 런던                 | 11     | 57     | 6      | -      | -    | 74    |
| 사우스이스트잉글랜드 | 54     | 22     | 7      | -      | -    | 83    |
| 사우스웨스트잉글랜드 | 22     | 15     | 14     | -      | -    | 51    |
| 웨일스               | -      | 34     | 2      | 4      | -    | 40    |
| 스코틀랜드           | -      | 56     | 10     | 6      | -    | 72    |
| 합계                 | 165    | 418    | 46     | 10     | 2    | 641   |

#### 북아일랜드 선거 결과
| 정당 | 정당              | 의석 | 의석 | 득표    | 득표 | 득표 |
| 정당 | 정당              | 의석 | ±    | 득표수  | %    | ±    |
| ---- | ----------------- | ---- | ---- | ------- | ---- | ---- |
|      | 얼스터 연합당     | 10   | 1    | 258,439 | 32.7 | 1.8  |
|      | 사회민주노동당    | 3    | 1    | 190,844 | 24.1 | 0.6  |
|      | 신 페인           | 2    | 2    | 126,921 | 16.1 | 6.1  |
|      | 민주연합당        | 2    | 1    | 107,348 | 13.6 | 0.5  |
|      | 영국 연합주의자당 | 1    | 1    | 12,817  | 1.6  | 1.6  |
|      | 북아일랜드 연합당 | 0    | 보합 | 62,972  | 8.0  | 0.7  |
|      | 진보연합당        | 0    | 보합 | 10,934  | 1.4  | 1.4  |
|      | 북아일랜드 보수당 | 0    | 보합 | 9,858   | 1.2  | 4.5  |
|      | 여성연합          | 0    | New  | 3,024   | 0.4  | New  |
|      | 아일랜드 노동자당 | 0    | 보합 | 2,766   | 0.3  | 0.2  |
|      | 자연법당          | 0    | 보합 | 2,210   | 0.3  | 0.1  |
|      | 북아일랜드 녹색당 | 0    | New  | 539     | 0.1  | New  |
|      | 국민민주당        | 0    | New  | 81      | 0.0  | New  |
|      | 무소속            | 0    | 보합 | 2,136   | 0.3  | 0.5  |
| 합계 | 합계              | 18   | 1    | 790,889 | 100  | 보합 |

## 선거 이후
노동당의 압승 직후 토니 블레어는 노동당 출신으로 18년 만에 다우닝 가에 들어가게 되었다. 존 메이저의 뒤를 이어 보수당은 윌리엄 헤이그가 대표에 취임한다. 자유민주당의 패디 애시다운은 1999년에 젊은 사람이 대표가 되어야 된다며 대표에서 물러나고 찰스 케네디가 뒤를 잇는다. 이 선거에서 승리한 노동당은 2010년 총선에서 보수당과 자유민주당의 연정이 이루어지기 전까지 13년 동안 집권하게 된다.